# غريدي باترسون
غريدي باترسون (بالإنجليزية: Grady Patterson)‏ هو ضابط وسياسي أمريكي، ولد في 13 يناير 1924 في كالهون في الولايات المتحدة، وتوفي في 7 ديسمبر 2009. نشط حزبياً في الحزب الديمقراطي.

## وصلات خارجية
- غريدي باترسون على موقع إن إن دي بي (الإنجليزية)